# شبکه کودک و نوجوان سیما
شبکه کودک و نوجوان یکی از شبکه‌های تلویزیونی دولتی کشور ایران است که در سازمان صدا و سیمای جمهوری اسلامی ایران مدیریت می‌شود. هم‌اکنون شبکه پویا، شبکه نهال و شبکه امید تلویزیون ایران، توسط شبکه کودک مدیریت می‌شوند.

## تاریخچه
در تاریخ ۲۰ اردیبهشت ۱۳۹۴، با انتصاب محمد سرشار به مدیریت شبکه کودک و نوجوان سیمای جمهوری اسلامی ایران، مجموعه فعالیت‌ها برای راه‌اندازی این شبکه آغاز شد.
از اول مهر ۱۳۹۴، پخش آزمایشی کانال پویا از ساعت ۸ تا ۱۴ ویژه خردسالان و کانال نهال از ساعت ۱۴ تا ۲۲ ویژه کودکان آغاز شد. در ۱۱ بهمن ۱۳۹۴، پخش تصویر شبکه کودک و نوجوان از ابعاد ۴:۳ به ۱۶:۹ ارتقا یافت.
طی مراسمی با حضور محمد سرافراز رئیس سابق سازمان صدا و سیما، علی‌اصغر پورمحمدی معاون سیما، محمد سرشار مدیر شبکه کودک و نوجوان، تهیه‌کنندگان، مجریان و برنامه‌سازان این شبکه، از هویت بصری کانال‌های پویا و نهال رونمایی شد و پخش اصلی این دو کانال از ۳۰ فروردین ۱۳۹۵ آغاز شد.
در تابستان ۱۳۹۶ با افتتاح شبکه امید و استقلال یافتن از ساختار شبکه کودک و نوجوان، فعالیت‌های این شبکه با عنوان جدید "کودک" ادامه یافت.
در تاریخ ۱۸ تیر ۱۴۰۱ محسن برمهانی معاونت سیما در حکمی محمدصادق باطنی را به عنوان سرپرست شبکه‌های کودک و امید منصوب کرد.
در تاریخ اول اسفند ۱۴۰۳ با تشکیل مرکز کودک و نوجوان در ساختار معاونت سیمای سازمان صداوسیما، شبکه‌های کودک و امید به همراه مرکز پویانمایی صبا در ساختار این مرکز تجمیع شدند.

## شبکه پویا؛ ویژه خردسالان
برنامه‌های ویژه خردسالان زیر ۶ سال، در قالب کانال پویا هر روز از ساعت ۰۸:۰۰ صبح آغاز و در ساعت ۱۴:۰۰ به پایان می‌رسد.
براساس سیاست‌های اعلام شده از سوی شبکه کودک، ۸۰ درصد برنامه‌های کانال پویا، انیمیشن و ۲۰ درصد آن، لایواکشن (Live Action) است. همچنین ۵۰ درصد برنامه‌ها، ساخت ایران و نیم دیگر، ساخت کشورهای دیگر می‌باشد.
برنامه‌های این کانال، به‌طور میانگین ۷ دقیقه‌ای هستند. نخستین مجری کانال پویا در دوره جدید، گیتی خامنه بود. او اولین مجری زن برنامه‌های خردسالان از سال ۱۳۵۷ به بعد بود.

## شبکه نهال؛ ویژه کودکان
شبکهٔ نهال در ۲۰ اردیبهشت ۱۳۹۴ آغاز به‌کار کرد. طی مراسمی با حضور محمد سرافراز رئیس وقت سازمان صدا و سیما، علی‌اصغر پورمحمدی معاون سیما، محمد سرشار مدیر شبکه کودک و نوجوان، تهیه‌کنندگان، مجریان و برنامه‌سازان این شبکه، از هویت بصری کانال نهال رونمایی شد و پخش اصلی کانال نهال از سی فروردین ۱۳۹۵ آغاز شد.
برنامه‌های ویژه کودکان ۶ تا ۱۲ سال، در قالب شبکهٔ نهال هر روز از ساعت ۱۴ آغاز و در ساعت ۲۲ به پایان می‌رسد. در ۱۱ بهمن ۱۳۹۴، پخش تصویر این کانال از ابعاد ۴:۳ به ۱۶:۹ ارتقا یافت.
براساس سیاست‌های اعلام شده از سوی شبکه کودک، ۶۰ درصد برنامه‌های کانال نهال، انیمیشن و ۴۰ درصد آن، لایواکشن (Live Action) است. همچنین ۵۰ درصد برنامه‌ها، ساخت ایران و نیمی دیگر از آن ساخت کشورهای دیگر است.
برنامه‌های این کانال، به‌طور میانگین ۱۲ دقیقه‌ای هستند.

## شبکه امید؛ ویژه نوجوانان
برنامه‌های ویژه نوجوانان ۱۲ تا ۱۸ سال، در قالب کانال امید (در یک فضای فرکانسی جداگانه) هر روز از ساعت ۶:۰۰ صبح تا ۲۴:۰۰ پخش می‌شود. براساس اظهارات مدیران شبکه کودک و نوجوان، کمبود بودجه، مانع راه‌اندازی این کانال شده بود.
کانال امید از تاریخ ۳۰ شهریورماه ۱۳۹۵ مصادف با عید غدیر خم پخش آزمایشی برنامه‌های خود را آغاز کرد.
مرتضی میرباقری معاون سیما در تاریخ ۲ بهمن ۱۳۹۵ طی حکمی مهدی سالم را به‌سِمَت ریاست شبکه نوجوان سیما منصوب کرد. با این رویداد شبکه امید مستقل و از شبکه کودک جدا شد.
پس از مهدی سالم، روح‌الله رجبی از آذر ۱۴۰۰ تا اردیبهشت ۱۴۰۱ و محمدصادق باطنی از اردیبهشت ۱۴۰۱ به مدت سه سال (با حفظ سمت مدیریت شبکه کودک)، مدیریت شبکه امید را بر عهده داشتند. مدیریت این شبکه از اردیبهشت ۱۴۰۴ بر عهده وحید ولی است.

## مدیریت
علی‌اصغر پورمحمدی معاون سیمای رسانه ملی در تاریخ ۲۰ اردیبهشت سال ۱۳۹۴ طی حکمی محمد سرشار را به سمت ریاست شبکه کودک و نوجوان سیما منصوب کرد. دوره مدیریت او در اسفندماه سال ۱۴۰۰ به پایان رسید.